# Christopher Cradock
Sir Christopher George Francis Maurice Cradock (1862. július 2. – 1914. november 1.) brit haditengerész, ellentengernagy. Az első világháború egyik első tengeri ütközetében, a Coronel-foki csatában esett el.

## Pályafutása
Cristopher Cradock 1862-ben született a yorkshire-i Richmond melletti Hartforth Hallban Christopher Cradock és felesége, Georgina Duff negyedik fiaként. 1875-ben, 12 évesen kezdte karrierjét a haditengerészetnél, a HMS Britannia iskolahajón. 1876-ban a Pallasra, 1879-ben a Minotaurra, 1880-ban pedig a kínai szolgálatot teljesítő Cleopatrára irányították, egy évvel később pedig kadétból alhadnaggyá léptették elő. 1882-ben visszatért Angliába, és a Royal Naval College-ban megszerezte elméleti, torpedókezelői és tüzéri képesítéseit. 1884-től Felső-Egyiptomban és Kelet-Szudánban szolgált, ahol a kormányzó szárnysegédjévé választotta. 1885-ben előléptették hadnaggyá, és Affafit elfoglalásában való részvételéért az egyiptomi khedive Bronzcsillaggal tüntette ki. 1890-től a Dolphin csavargőzösön, utána pedig a királynő yachtján, a Victoria and Albert-en teljesített szolgálatot. 1896-ban commanderré (kb. sorhajóhadnagy) lépett elő.
1900-ban részt vett a kínai bokszerlázadás leverésében. Az Alacrity parancsnokaként ő vezette a brit kontingenst Toku erődjeinek elfoglalásánál, és a nemzetközi (brit, amerikai, japán és olasz) csapatokat Tiencsin felmentésekor. Hősiességéért és lovagiasságért kitüntették a Bath-renddel, és megkapta a Földközi-tengerre irányított HMS Bacchante páncélos cirkáló parancsnokságát. 1903-ban a király máltai látogatásának alkalmával megkapta a Királyi Viktória-rend IV. fokozatát. 1906-tól a HMS Swiftsure csatahajó kapitánya volt.
1909-ben előléptették commodore-rá (sorhajókapitány), és megbízták a portsmouthi Royal Naval Barracks vezetésével. 1909. július 2-án „közveszélyes vezetésért” két fontra megbüntették, mert automobiljával nekiütközött egy motorbiciklinek. 1910-ben ellentengernagyi kinevezést kapott. 1911 februárjában vesebetegség miatt rövid ideig kórházban tartózkodott, augusztusban pedig Sackville H. Carden admirálistól átvette az Atlanti Flotta parancsnokhelyettesi pozícióját. 1912-ben kitüntették a Királyi Viktória-rend parancsnoki fokozatával, és a király lovaggá ütötte. Ugyanezen év novemberétől ő lett a parancsnoka az észak-amerikai és nyugat-indiai Negyedik Cirkálórajnak, valamint a HMS Suffolk páncélos cirkálónak.
Cradocknak nem volt felesége, de kutyája a tengerre is elkísérte.

## Az első világháborúban

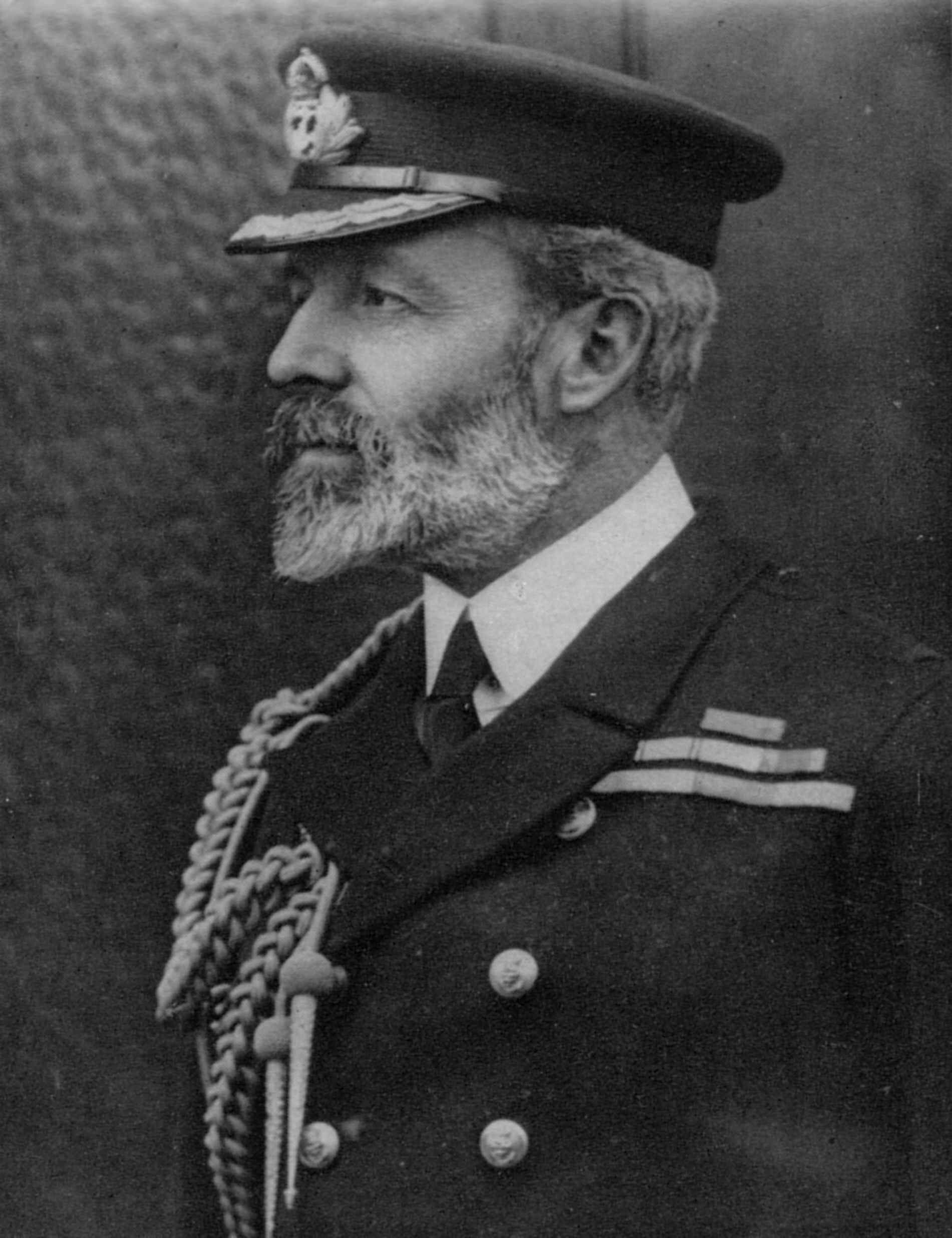
Cradock ellentengernagy

A háború kitörése után Cradocknak hatalmas területen, a kanadai Szent Lőrinc-öböltől Brazíliáig kellett biztosítania a brit kereskedelmi hajózás zavartalanságát. Az Atlanti-óceán nyugati felén ekkor két német könnyűcirkáló, az SMS Karlsruhe és az SMS Dresden támadta az antant hajóit; Cradock járőreivel kiszorította őket a forgalmasabb hajózási útvonalakról, és a Karlsruhét meg is támadta, de a jóval gyorsabb német hajó kitért előle.
Ezután a dél-atlanti vizeken akarta biztosítani a brit hajók szabad mozgását, és egyúttal átette székhelyét a HMS Good Hope-ra. Szeptember elején megérkezett Pernambucóba, ahol az Admiralitás tájékoztatta, hogy a német kelet-ázsiai hajóraj Maximilian von Spee altengernagy vezetésével Dél-Amerika megkerülésével Európába igyekszik. A Dresden szeptember elején megkerülte a Horn-fokot és csatlakozott von Spee csapatához. Cradock feladata ezzel megnehezült, mert nem csak egyedül vadászó könnyű hadihajókkal, hanem egy viszonylag nagy erőt felmutató hajórajjal kellett megküzdenie. Erősítéskérő üzeneteire az Admiralitás a Good Hope mellé rendelkezésére bocsátotta a Monmouth páncélos cirkálót, a Glasgow könnyűcirkálót, a Canopus régi típusú csatahajót és az Otranto felfegyverzett kereskedőhajót. Összességében ereje még így is a két páncélos és három könnyűcirkálóból álló német hajóraj alatt maradt, ráadásul a Canopus rendkívül lassú volt, ezért azt a kísérő szénszállítók kísérésével bízta meg.   

### A coroneli csata

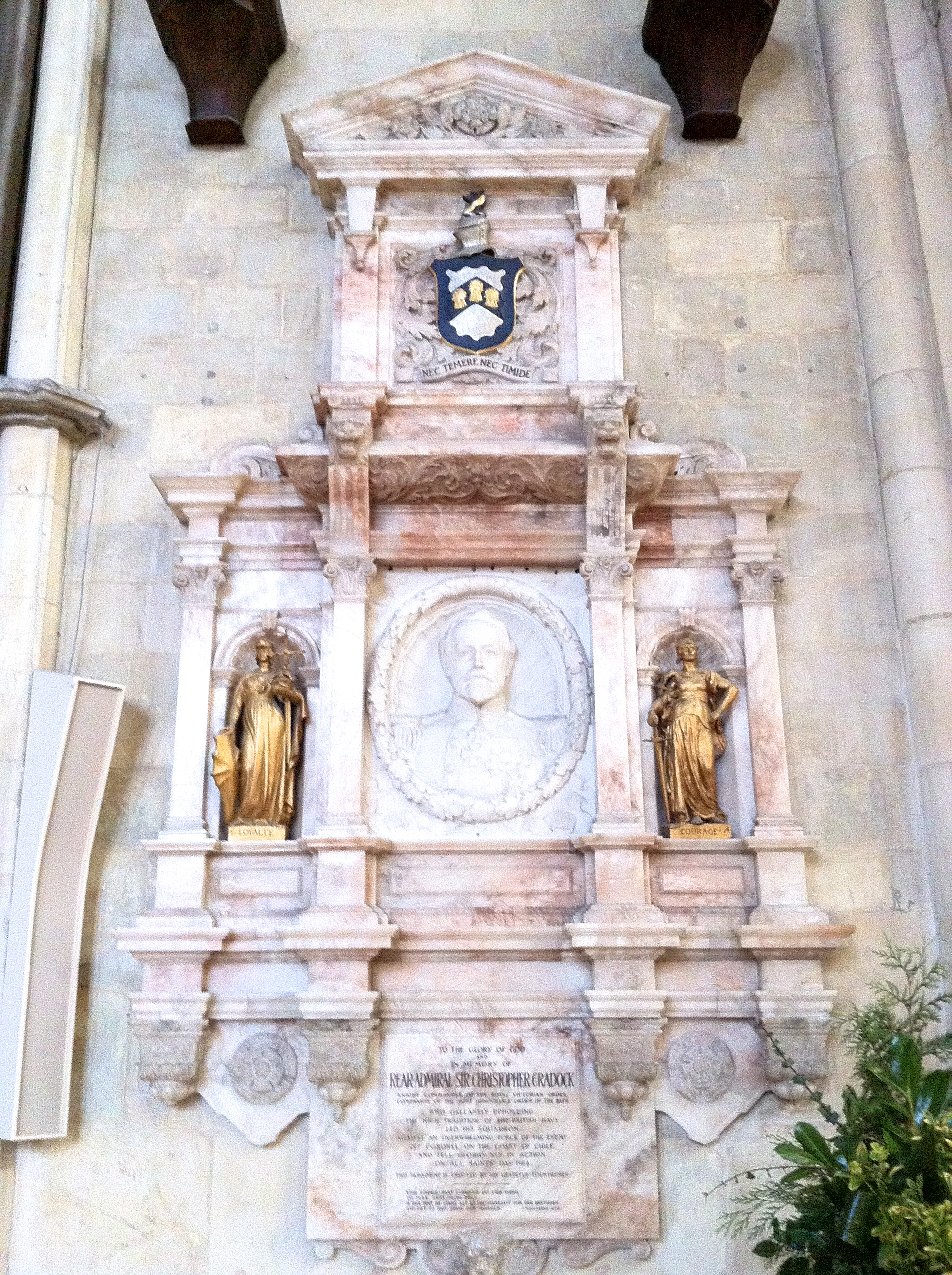
Christopher Cradock emlékműve Yorkban

A Good Hope, a Monmouth és a Glasgow október 31-én ért a chilei Coronel város közelébe. Az Admiralitás táviratozott neki, hogy ne ossza meg erőit, és rendelkezésére bocsátotta a Defence páncélos cirkálót, de az üzenetet már nem kapta meg.
November 1-én délután 4:20-kor Cradock és von Spee hajóraja találkozott. A németek tűzerő, páncélzat és sebesség tekintetében is fölényben voltak, a Canopus pedig még mindig 250 mérföldnyire délre tartózkodott. Este 7 órakor kezdődött el a csata és 7:35-kor a Good Hope elsüllyedt. A Glasgow és az Otranto sikeresen elmenekült, a Monmouth súlyosan megrongálódott, és visszavonulás közben, 9 órakor az SMS Nürnberg elsüllyesztette. Egyik elsüllyedt brit hajónak sem volt túlélője.
A csata hírét az angol közvélemény megdöbbenéssel fogadta. Általános vélekedés szerint Cradock nem kapott megfelelő eszközöket feladata teljesítéséhez. Az Admiralitás ezután jelentős erőket különített el, és a falklandi csatában jelentéktelen veszteséggel elsüllyesztették a német hajórajt. Cradock konfliktuskereső magatartását befolyásolhatta az is, hogy nem sokkal korábban hadbíróság elé állították Ernest Troubridge admirálist, mert nem támadta meg a Törökországba tartó és túlerőben levő SMS Breslau és SMS Goeben csatacirkálókat.
Christopher Cradock admirális emlékművét 1916-ban leplezték le a yorki katedrális északi hajójában.